# Senza scrupoli 2
Senza scrupoli 2 è un film italiano del 1990 diretto da Carlo Ausino.

## Trama
Sandra è una giovane e affascinate attrice di spot pubblicitari che frequenta molti uomini senza avere però nessun legame stabile. Quando una sera, rientrando a casa, viene violentata nel suo garage da uno sconosciuto con il volto coperto da una maschera, Sandra scopre un piacere particolare. Questo strano tipo di incontro si ripete più volte fino a che i due si innamorano e vanno a vivere insieme. Quando il compagno di Sandra, a causa di un incidente, perde la vita, la ragazza rimane sconvolta al punto di dover essere ricoverata in una clinica per malattie nervose. Ma forse un nuovo amore può salvarla.

## Produzione

### Regia
Il regista Carlo Ausino, pochi giorni dopo l'uscita del film nelle sale, ne ha chiesto il sequestro accusando il produttore di aver inserito nella pellicola alcune scene "hard" non girate da lui e delle quali ignorava totalmente l'esistenza.

### Cast
Il ruolo di Sandra, la protagonista femminile della pellicola, è affidato a Virna Anderson meglio nota al grande pubblico, ai tempi delle riprese, come la pornostar Barbarella.

## Distribuzione
Il film è stato distribuito nelle sale cinematografiche italiane nel mese di agosto del 1990.

### Edizioni home video
Per il circuito home video in Italia è stata una distribuita una videocassetta della Eagle Home Video (cod. EHV 00031).